# Мура-Маре
Мура-Маре (рум. Mura Mare) — село у повіті Муреш в Румунії. Входить до складу комуни Горнешть.
Село розташоване на відстані 267 км на північ від Бухареста, 20 км на північний схід від Тиргу-Муреша, 90 км на схід від Клуж-Напоки, 128 км на північний захід від Брашова.

## Населення
За даними перепису населення 2002 року у селі проживали 54 особи. Усі жителі села рідною мовою назвали румунську.
Національний склад населення села:
| Національність | Кількість осіб | Відсоток |
| -------------- | -------------- | -------- |
| румуни         | 47             | 87,0%    |
| цигани         | 6              | 11,1%    |